# Cinto Caomaggiore
Cinto Caomaggiore (velenceiül Sinto Caomajor) település Olaszországban, Veneto régióban, Velence megyében. Lakosainak száma 3141 fő (2023. január 1.). Cinto Caomaggiore Chions, Gruaro, Portogruaro, Pramaggiore és Sesto al Reghena községekkel határos.

## Népesség
A település népességének változása:
| Lakosok száma | 3247 | 3238 | 3141 |
|               | 2017 | 2018 | 2023 |